# ساتوشی فوجیموتو
ساتوشی فوجیموتو متولد ۲ اوت ۱۹۷۵ جودوکار ژاپنی و برنده ۳ مدال طلا یک نقره و یک برنز در مسابقات پارا المپیک است. او در حادثه‌ای در سن ۵ سالگی بینایی چشم چپ خود را از دست داد.